# 密教教化賞
密教教化賞（みっきょうきょうかしょう）とは、真言宗各派総本山会（各山会）の事業の一つとして、1967年（昭和42年）創設された。布教教化・教誨・社会福祉事業などの活動に対して、著しく功労があると認められる者を表彰する。
真言宗内で最も権威のある賞とされる。受賞候補者の推挙は、所属本山の寺務長が行う。各山会の常任委員会において、推挙された受賞候補者を審議し、受賞者を決定する。

## 密教教化賞受賞者
1. 1968年、安達本識（智山）・岩本為雄（御室）・佐伯厚仁（善山）・寺河俊海（高野）・平林宥高（豊山）
2. 1969年、岡田杲師（豊山）・亀山弘応（高野）・高木泰澄（高野）・乃村龍澄（峨山）・長谷川興真（智山）
3. 1970年、坂田徹全（高野）・宮崎識栄（豊山）
4. 1972年、高橋成通（高野）
5. 1973年、加登田哲英（高野）・常盤勝憲（豊山）
6. 1974年、高島真雄（西大寺）・佐藤明義（御室）・鳥取密明（高野）・小峰順誉（智山）・中川祐俊（豊山）
7. 1975年、西田隆演（智山）
8. 1976年、権田快寿（豊山）・曽我部了勝（高野）・松村祐澄（御室）
9. 1977年、岩根智俊（高野）・宮本義範（醐山）・松本隆寛（連盟）・住田恵孝（豊山）・玉山英光（智山）・阿部龍汪（善山）
10. 1978年、吉川法城（醐山）・橋爪良全（高野）・磯善晴（智山）
11. 1979年、富田道斅（豊山）・松井円戒（高野）・小宮勝憲（智山）
12. 1980年、平岡宕峯（高野）・城光寺教進（醐山）・塚田賢昭（智山）
13. 1981年、水口芳郎（善山）・岩堀至道（根嶺）・小松原賢誉（豊山）・新居祐政（高野）
14. 1982年、島田信了（高野）・別所弘因（智山）・大沢自聚（醐山）
15. 1983年、盛川光範（高野）
16. 1984年、富樫了清（御室）・渡部俊現（醐山）・久原盛重（智山）・麻生恵光（高野）
17. 1985年、山城祐尊（豊山）・大月俊信（高野）・上田龍憲（智山）・斎藤明道（醐山）・川村秀範（智山）
18. 1986年、大森順雄（泉山）・鈴木常俊（豊山）・斉隆套（智山）
19. 1987年、高山宥進（豊山）
20. 1988年、宇喜多元洞（峨山）・高野一能（智山）・宮本真光（醐山）・佐伯仁経（高野）
21. 1989年、三井英光（高野）・中條真善（醐山）・吉田俊誉（豊山）
22. 1990年、岩井昌純（豊山）・安室舜海（高野）・佐伯泉澄（善山）・真保龍敞（智山）
23. 1991年、資延敏雄（高野）・名取盛雄（豊山）・宮原美妙（御室）
24. 1992年、栗山秀澄（豊山）・山尾弘雄（醐山）・大原正敬（御室）・橋爪良恒（高野）・石川良泰（智山）
25. 1993年、田邊観應（高野）・石井聖巳（豊山）
26. 1994年、小澤照禧（智山）・根本日清（智山）・菅生戒応（豊山）・壽山良知（高野）
27. 1995年、濱田政亮（智山）・中賢乗（豊山）・嬉野覚昭（高野）
28. 1996年、藍川浄諦（醐山）・池田瑩輝（中山）・川田聖定（豊山）・安井覚明（高野）・杉本榮宣（智山）
29. 1997年、浅井戒雅（醐山）・穐月敬吾（御室）・久保埜太清（豊山）・後藤善猛（峨山）・小塩祐光（高野）
30. 1998年、氷見聖宏（豊山）・高木寶瑞（東寺）・好井快源（峨山）・十時法照（醐山）・小室裕充（智山）・岩坪真弘（高野）
31. 1999年、宮崎忍勝（高野）・正城宥基（豊山）・橋本照稔（智山）・岩堀法道（醐山）
32. 2000年、中川壬門（醐山）・門屋大寿（豊山）・北原裕康（高野）
33. 2001年、鳥居愼誉（豊山）・三輪照峰（智山）・宮田諦詮（高野）
34. 2002年、松本俊彰（醍醐）・秋山泰憲（高野）・吉野孟彦（豊山）・小山榮雅（智山）
35. 2003年、阿部龍文（智山）・桐生公俊（高野）・塚田晃信（豊山）・小松庸祐（泉山）
36. 2004年、渡慈秀（高野）・大山隆玄（智山）
37. 2005年、堀井隆水（高野）・川澄祐勝（智山）・大塚惠章（豊山）・羽田野賢照（醐山）
38. 2006年、向井雅章（高野）・川崎龍性（智山）・石井祐澄（豊山）
39. 2007年、服部善教（峨山）・田中量賢（豊山）・吉田宏晢（智山）・福井英昭（根嶺）・密門光範（高野）
40. 2008年、高山照襄（智山）・庄司隆興（高野）
41. 2009年、佐伯快勝（西大寺）・立葉了照（高野）・浅井侃雄（豊山）・渡邉照敬（智山）
42. 2010年、五島智嵓（智山）・麻生弘道（高野）・和田大雅（御室）
43. 2011年、黒川弘賢（智山）・加藤精一（豊山）・木崎馨山（高野）
44. 2012年、細川佐智子（高野）・長原敬峰（高野）・小林聖仁（智山）
45. 2013年、川田聖戎（豊山）・小峰一允（智山）
46. 2014年、田代弘興（豊山）・長尾惠證（高野）・加藤義昭（智山）・大西智城（御室）・坂田知應（善山）
47. 2015年、高梨堅堂（豊山）・福島誠浄（峨山）・谷本祥龍（野山）・松平實胤（智山）
48. 2016年、樫原禅澄（善山）・孤嶋由昌（豊山）・下村聖登（室生寺）・辻村泰範（西大寺）・藤田隆乗（智山）
49. 2017年、村田俊賢（醐山）・坂井智宏（豊山）・相川孝坙（智山）・小籔実英（高野）
50. 2018年
51. 2019年、中島宥榮（智山）・川俣海淳（豊山）・吉原泰祐（高野）・村主康瑞（中山）
52. 2020年
53. 2021年、岡本慈勝（御室）・星野英紀（豊山）・岡部快圓（智山）・川原英照（西大寺）・橋本真人（高野）
54. 2022年、上村正剛（智山）・中川祐聖（豊山）・伊佐榮豐（智山）・荒木本惠（泉山）・河野良文（高野）
55. 2023年、川西實仁（高野）・関藤定道（東寺）・今井奉一（醐山）・根岸榮宏（豊山）・御嶽隆英（智山）
56. 2024年、滋澤弘應（東寺）・近藤隆俊（智山）